# Lusia
Lusia ist eine italienische Gemeinde (comune) mit 3290 Einwohnern (Stand 31. Dezember 2023) in der Provinz Rovigo in Venetien.

## Geographie
Die Gemeinde liegt etwa 10 Kilometer westnordwestlich von Rovigo an der Etsch und grenzt unmittelbar an die Provinz Padua. Lusia liegt im mittleren Westen der Polesine. Die Nachbargemeinden sind Barbona (PD), Lendinara, Rovigo, Sant’Urbano (PD), Villanova del Ghebbo

## Geschichte
Der Ort war bereits zur Zeiten der Römer besiedelt, wie zahlreiche Funde belegen. 589 wurde der Ort geteilt, als die Etsch ihren Lauf änderte. Zwischen den 11. und 14. Jahrhunderten fiel es abwechselnd unter den Einfluss der Este und der Stadt Padua. Nach dem sogenannten Salzkrieg zwischen der Republik Venedig und dem Herzogtum Ferrara fiel der Ort 1484 an Venedig. Unter Venedig erhielt Lusia die Gemeinderechte. In der napoleonischen Epoche und dem Ende der „Serenissima“ war der Ort Teil der Cisalpinischen Republik, bevor er mit dem Wiener Kongress 1815 dem Habsburgerreich eingegliedert wurde. 1866 gelangte er zum Königreich Italien. Der im Laufe seiner Geschichte von der Etsch mehrmals überflutete Ort, wurde bei einem alliierten Bombenangriff am 20. April 1945 während der alliierten Frühjahrsoffensive und der nahen Etschbrücke galt, schwer in Mitleidenschaft gezogen und der historische Ortskern fast vollständig zerstört. Der Angriff kostete 74 Einwohner das Leben. In der Folge wurde der Ortskern von Lusia etwa 300 m vom Etschufer neu aufgebaut.

## Sehenswürdigkeiten
- Neue Pfarrkirche Santi Vito e Modesto
- Kirche San Lorenzo im Ortsteil Cavazzana im neoklassischen Stil errichtet
- Torre Morosini, einziger erhaltener Teil der im 16. Jahrhundert errichteten und 1945 zerstörten Villa Morosini

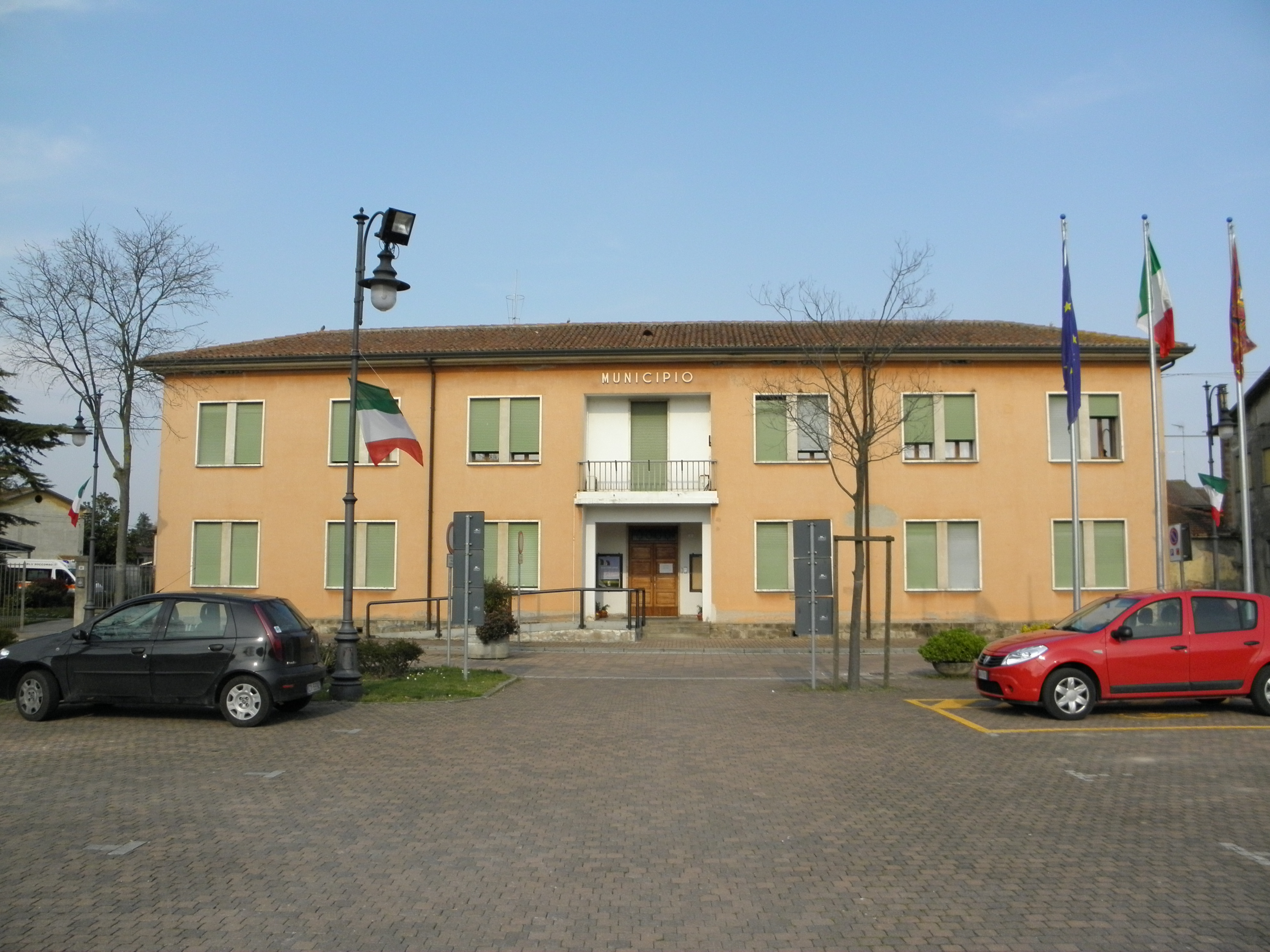
Rathaus
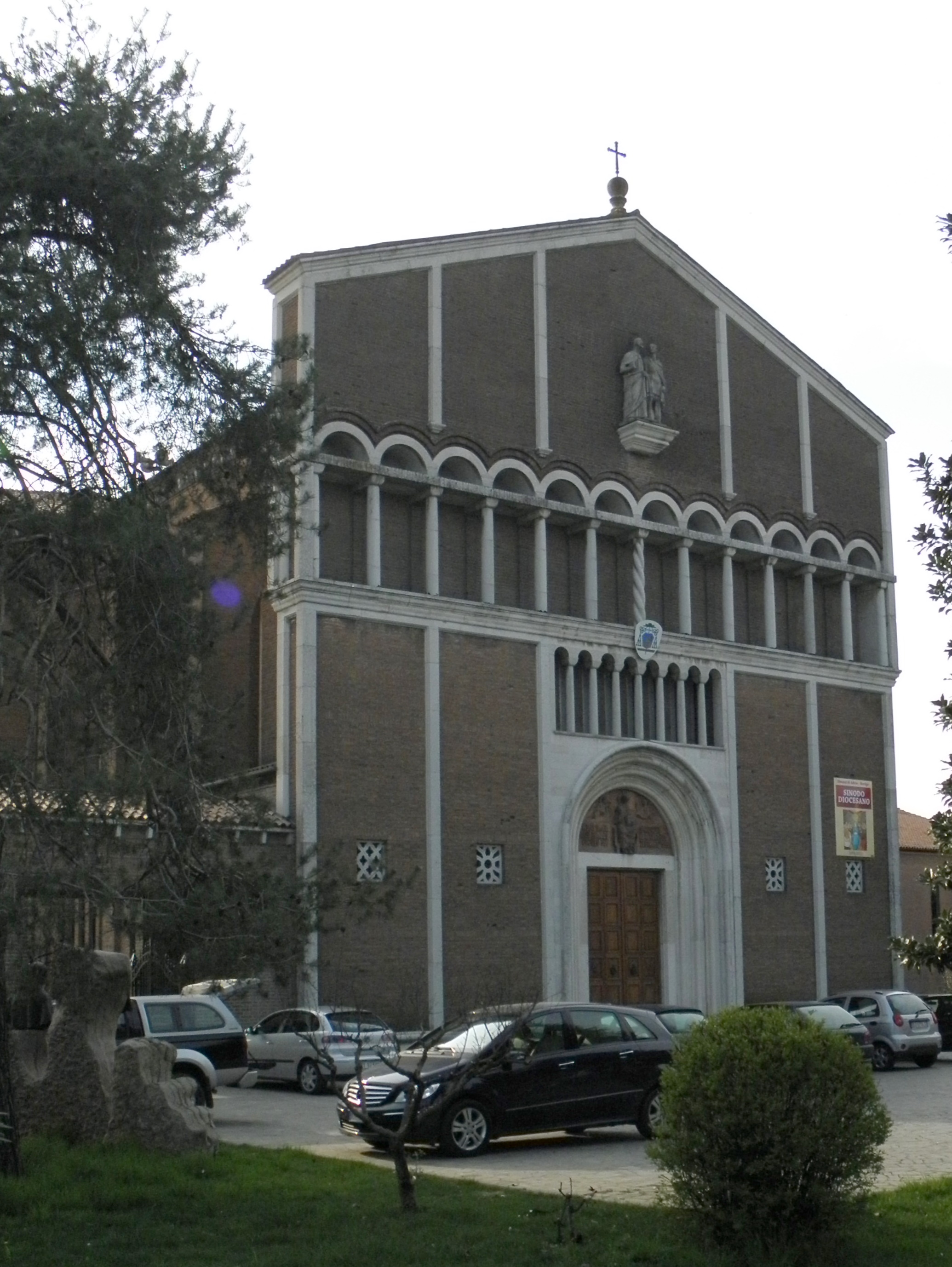
Neue Pfarrkirche Santi Vito e Modesto
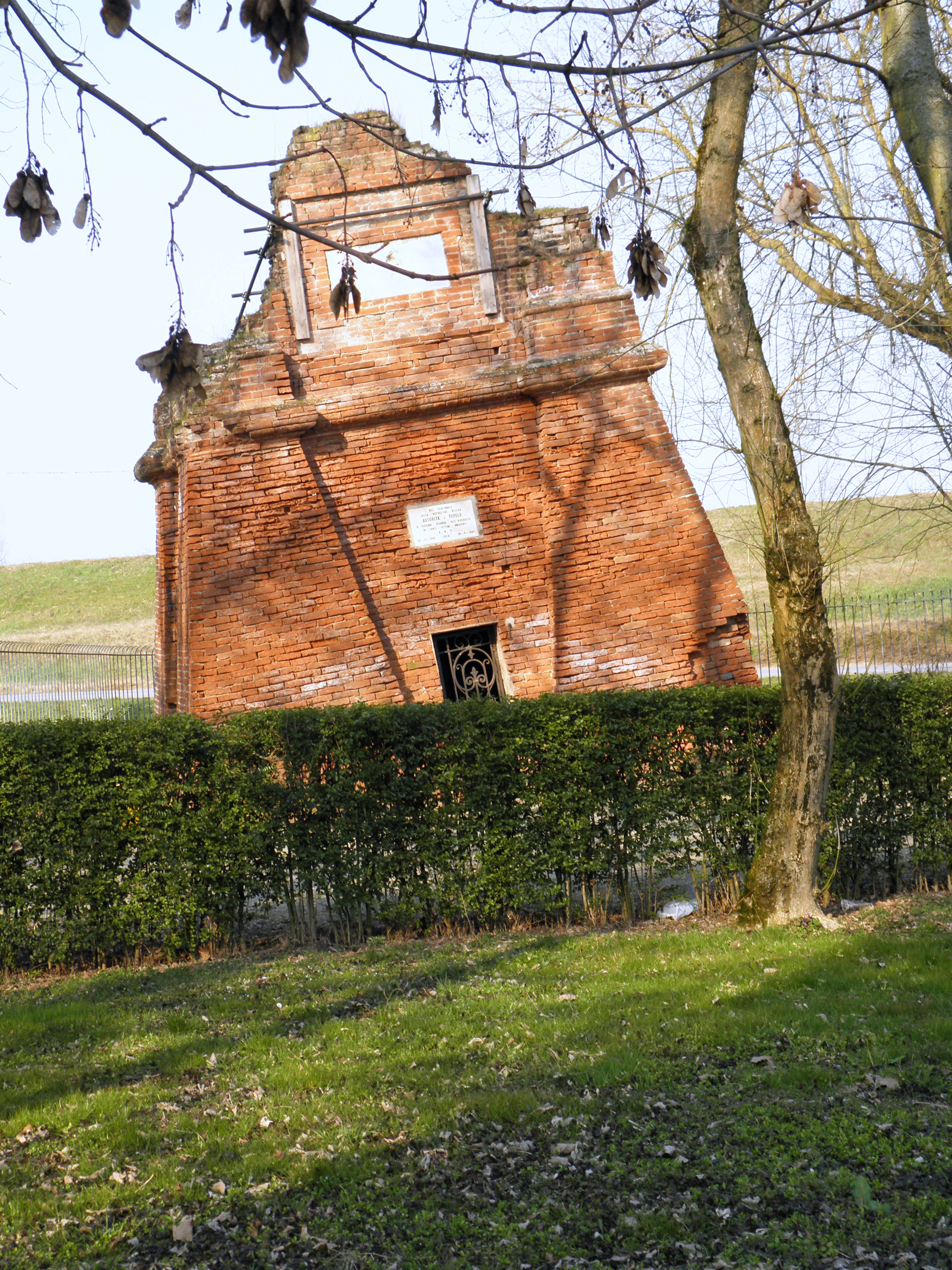
Ruine der 1945 zerstörten Pfarrkirche
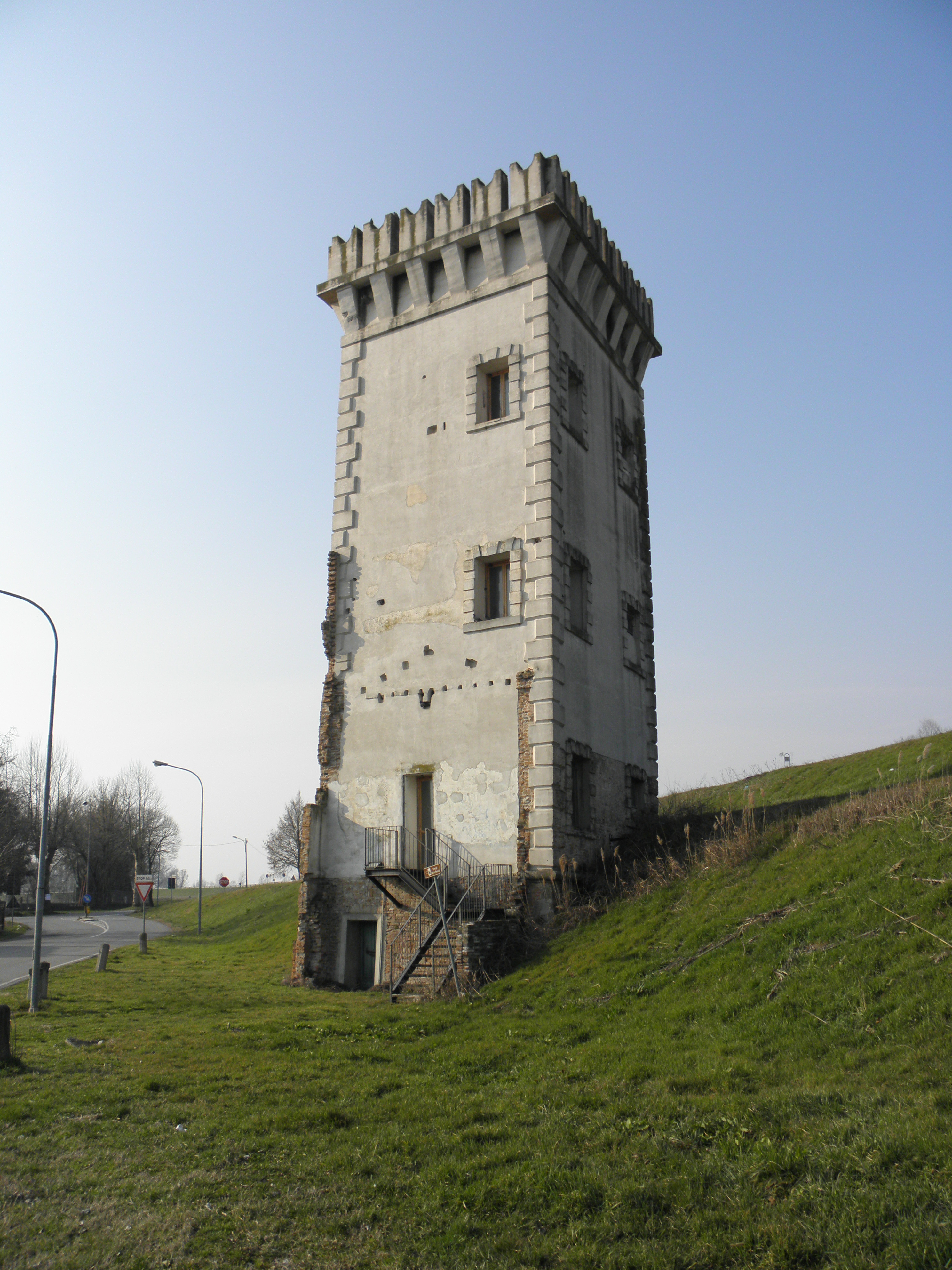
Turm Villa Morosini

## Wirtschaft
Die Wirtschaft des Ortes ist stark von der Landwirtschaft geprägt. Angebaut werden rund um Lusia der unter geschützter Herkunftsbezeichnung  g.g.A. stehende Salat Insalata di Lusia  sowie der unter geschützter Ursprungsbezeichnung (Denominazione d’Origine Protetta) (DOP)  stehende Koblauch Aglio bianco polesano.